# Задовже
Задо́вже — село в Україні, у Локницькій сільській громаді Вараського району Рівненської області. Населення станом на 1 січня 2007 року становить 247 осіб. У селі є школа І-ІІ ступенів, фельдшерсько-акушерський пункт, сільський клуб, бібліотека.
Попередня назва Шпикатівщина.

## Населення
За переписом населення 2001 року в селі мешкала 271 особа.

### Мова
Розподіл населення за рідною мовою за даними перепису 2001 року:
| Мова       | Відсоток |
| ---------- | -------- |
| українська | 99,64 %  |
| російська  | 0,36 %   |

## Відомі люди

### Народились
- Расевич Василь Васильович — український історик і публіцист, старший науковий співробітник відділу нової історії України Інституту українознавства ім. І.Крип'якевича НАН України.